# Весёлое (Раздельнянский район)
Весёлое (укр. Веселе) — село, относится к Раздельнянскому району Одесской области Украины.
Население по переписи 2001 года составляло 46 человек. Почтовый индекс — 67413. Телефонный код — 4853. Занимает площадь 0,687 км². Код КОАТУУ — 5123981705.

## Местный совет
Село входит в Еремеевский сельский совет с центром в селе Еремеевка. Адрес совета: 67442, Одесская обл., Раздельнянский район, с. Еремеевка.

## Географическое положение
Расположено в 16 км от центра сельсовета, в 18 км от районного центра (г. Раздельная), в 11 км от ближайшей железнодорожной станции (ст. Краснознамека в селе Знаменка). В селе находится исток речки Свиная.

## История
Основано в 1824 году и имело название «хутор Лукьянова» или «Бецилев». В 1859 году в нём имелось 14 дворов и проживало 89 человек.